# Gaetano Maria Avarna
Gaetano Maria Avarna (Messina, 30 oktober 1758 – aldaar, 10 november 1841) was een edelman en Rooms prelaat in het koninkrijk der Beide Siciliën. Avarna was de eerste bisschop van Nicosia, Sicilië.

## Levensloop
Avarna was een telg uit het adellijk geslacht Avarna van wie sommigen hertog van Belviso waren en ook genoemd werden de Eerste tak van het geslacht Avarna. Hij groeide op in Messina. In en rond de stad bezaten hijzelf en zijn familie verschillende domeinen.
Hij werd tot priester gewijd van het aartsbisdom Messina, waarvan hij later hulpbisschop werd (1801). Hiertoe verleende paus Pius VII hem de eretitel van bisschop van Zama Major, het moderne Zama in Tunesië. De aartsbisschop van Messina Gaetano Maria Garrasi wijdde Avarna tot bisschop.
Paus Pius VII richtte in 1817 het bisdom Nicosia op; hij deed dit een maand na het overlijden van aartsbisschop Garrasi van Messina. Nicosia had de bisschopszetel gewonnen ten nadele van de stad Troina op Sicilië. In Messina waren ze hier niet zo mee opgezet want een stuk grondgebied ging van hen weg ten gunste van het nieuwe bisdom Nicosia. Bovendien moest Messina’s hulpbisschop de eerste bisschop van Nicosia worden: Avarna (1818).
Paus Pius VII bepaalde terzelfdertijd dat de collegiale kerk Nicolò di Bari in de benedenstad van Nicosia voortaan de kathedraal was. Dit viel dan in slechte aarde bij de andere collegiale kerk: de Santa Maria in de bovenstad. 
Avarna was meer dan twintig jaar bisschop van Nicosia. De rivaliteit tussen de bovenstad en de benedenstad uitte zich af en toe in rellen. Bisschop Avarna voerde een verbeten strijd met het stadsbestuur om een priesterschool op te richten; hij faalde hierin.
Na zijn dood werd Avarna opgebaard in Messina, waar hij begraven werd in de kerk San Francesco di Paola.